# Євгенія (імператриця Франції)
Імператриця Євге́нія, до шлюбу графиня Монтіхо ісп. María Eugenia Ignacia Agustina Palafox de Guzmán Portocarrero y Kirkpatrick, condesa de Teba фр. Eugénie de Montijo; (5 травня 1826 — 11 липня 1920) — остання імператриця Франції, правила як регентка при Наполеоні III, провадила міжнародну політику.

## Походження
Народилася у Гранаді. Походить із дворянського роду іспанського, французького і шотландського походження. Її батько воював під прапорами Наполеона під час Іспансько-французької війни.
Здобула освіту в елітному пансіоні.

## Імператорка

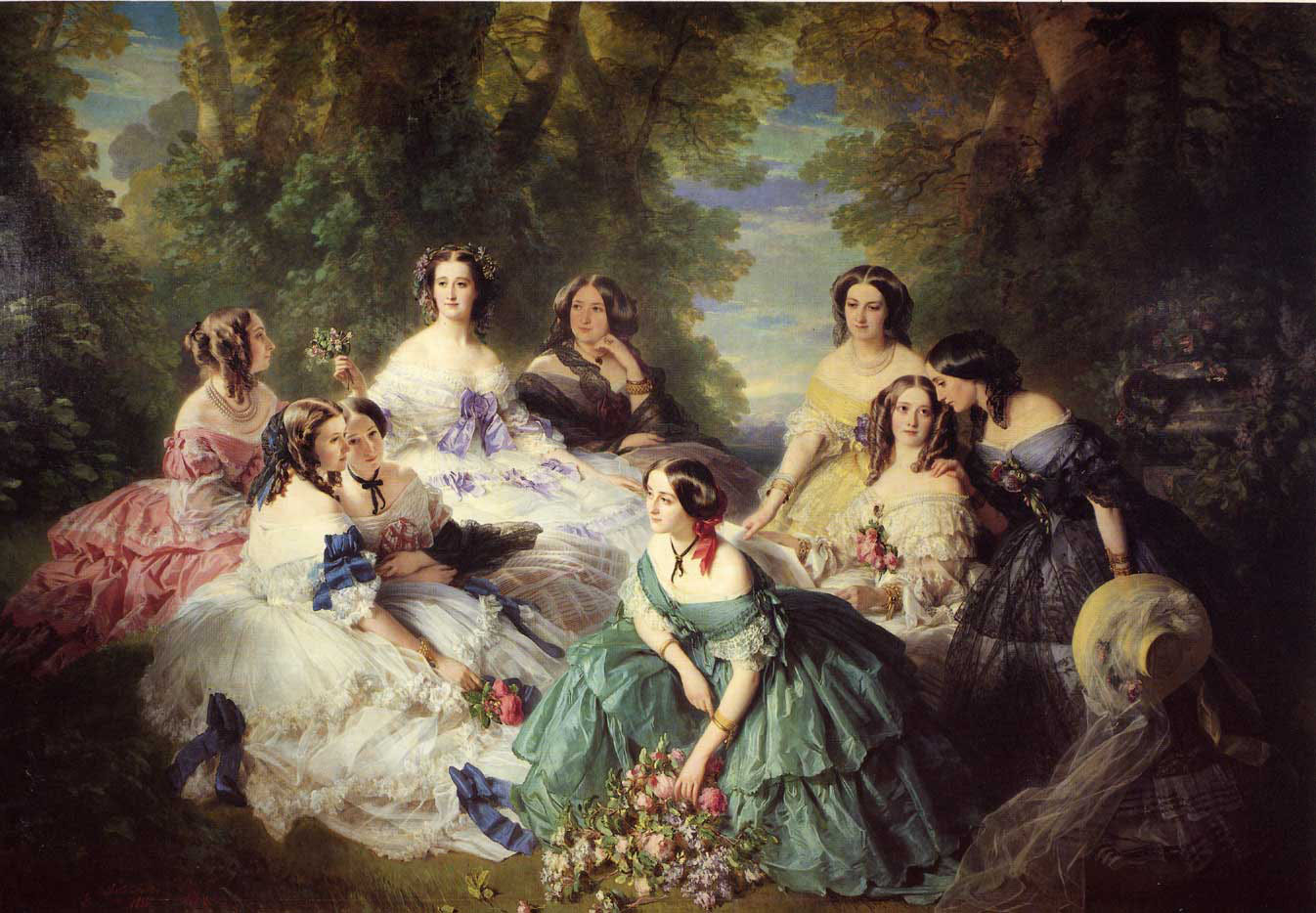
Франц Ксавер Вінтергальтер. Імператриця Євгенія в оточенні своїх фрейлін, 1855

У 1852 познайомилася з імператором Франції Наполеоном ІІІ на балі в Єлисейському палаці. У 1853 році одружилася з ним.
Наполеон так сказав про неї: «Дама, яку я обрав, благородного походження … Будучи побожною католичкою, вона підносить до неба ті ж молитви про благо Франції, що і я. Я віддав перевагу жінці, яку люблю і поважаю…, цінуючи незалежність, серцеву прихильність і сімейне щастя вище династичних забобонів, я анітрохи не буду слабкішим, оскільки буду вільнішим».
Мала романи з дипломатами багатьох дружніх країн. Проводила міжнародну політику.
1870 після від'їзду чоловіка на французько-прусську війну, яку вона підтримувала, стала регенткою. Після здачі Наполеона в прусський полон виїхала до Великої Британії.

## Останні роки
Її син Лулу загинув у англо-зулуській війні 1879 року. Після цього стала на чолі бонапартистів.
Померла у віці 94 років в Мадриді.